# La Becerrera
La Becerrera är en ort i Mexiko.   Den ligger i kommunen Comala och delstaten Colima, i den södra delen av landet, 500 km väster om huvudstaden Mexico City. La Becerrera ligger 1 183 meter över havet och antalet invånare är 283.
Terrängen runt La Becerrera är kuperad åt sydväst, men åt nordost är den bergig. Runt La Becerrera är det ganska tätbefolkat, med 185 invånare per kvadratkilometer. Närmaste större samhälle är Suchitlán, 8,7 km söder om La Becerrera. I omgivningarna runt La Becerrera växer huvudsakligen savannskog.